# 朱衣神

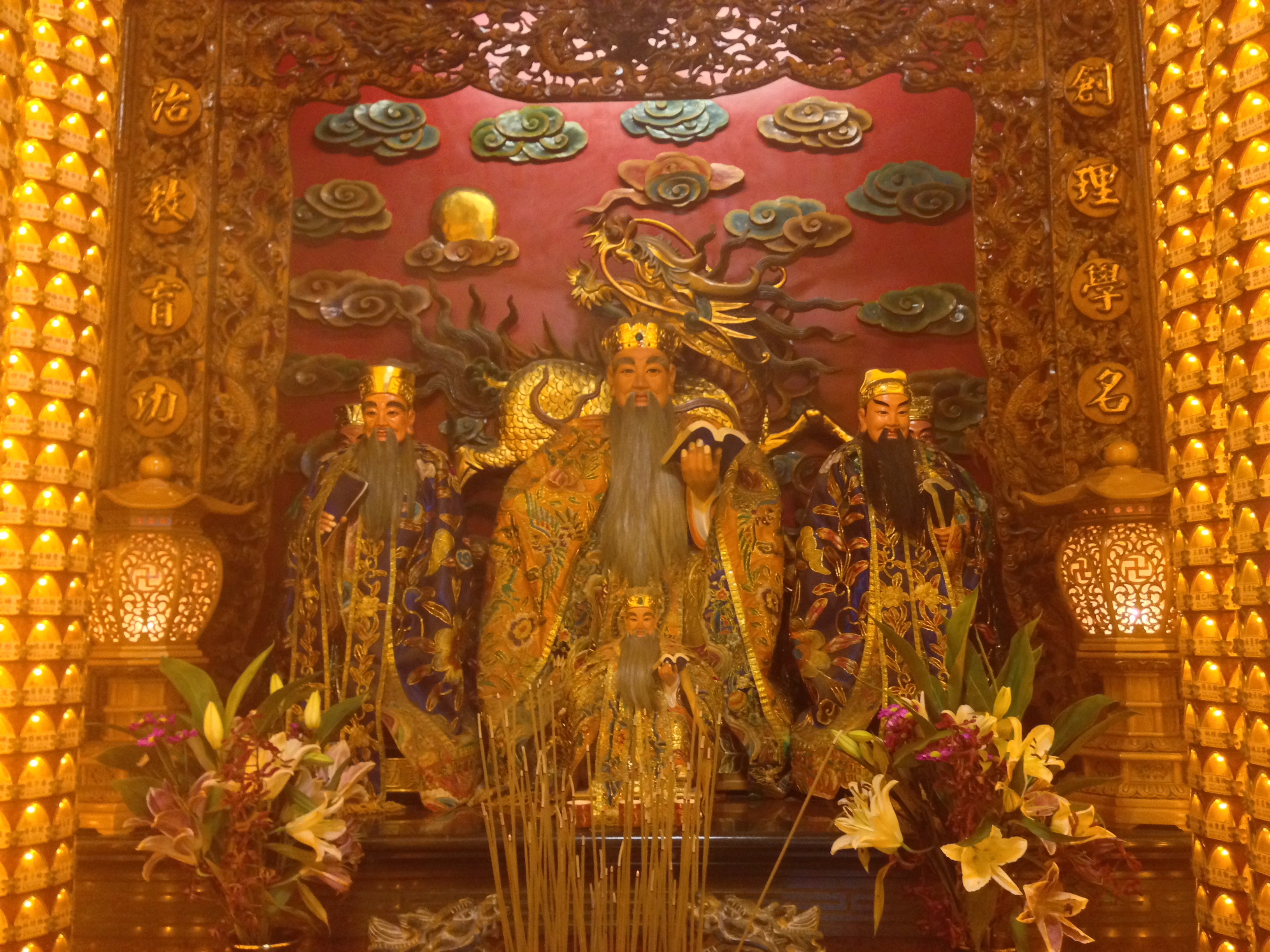
雙連文昌祠朱衣神君神像

朱衣神，簡稱朱衣神君、朱衣星君等，是道教主管文運的「五文昌」之一，相傳此神著「朱衣」（紅衣），能細辨文章的優劣。

## 《侯鯖錄》
趙令畤《侯鯖錄》記載：宋朝名儒歐陽修主持科舉考試時，常感覺到有朱衣人在後。凡經朱衣人點頭的，都是入選的奇文，因此歐陽修感嘆：「文章自古無憑據，惟願朱衣暗點頭。」也就是說，文章有沒有資格入選，得看朱衣神的意見，自從歐陽修此事以後，朱衣神就成為了士人學子篤信的神之一。
後代，因「朱衣」與「朱熹」音近，有人傳說朱衣神為理學家朱熹，但歐陽修年代早於朱熹，此說為誤。不過明清以程朱理學取士，祭祀程朱理學大儒朱熹，也是相當合理，甚至有廟宇直接將朱衣夫子神位改為朱熹夫子或考亭夫子、紫陽夫子（朱熹號考亭、紫陽），如艋舺龍山寺就奉祀紫陽夫子。

## 《桃園明聖經》
也有說法：關帝君是朱衣神轉世化身。如民間流傳的「桃園明聖經」：「吾（關帝君）乃紫微宮裏朱衣神，協管文昌武曲星。」

## 註解
1. ↑  《鯖靖錄》記載：「歐陽公知貢舉日，每遺考試卷，坐後嘗覺一朱衣人時復點頭，然後其文入格，始疑侍吏，及回視之，無所見，因語其事於同列，為之三歎，嘗有句云：「文章自古無憑據，惟願朱衣暗點頭。」
2. ↑  .   [2019-05-27]. （原始内容存档于2019-06-09）.

## 參看
- 魁星
- 文昌帝君
- 呂祖師
- 關帝君